# Чистович, Иларион Алексеевич
Иларио́н Алексе́евич Чисто́вич (18 [30] октября 1828, Малоярославец, Калужская губерния — 3 [15] ноября 1893, Санкт-Петербург) — русский писатель, церковный историк, доктор богословия. Тайный советник. Брат Якова Чистовича и Марии Чистович.

## Биография
Родился 18 (30) октября 1828 года в семье диакона Казанского собора Малоярославца Алексея Ивановича Чистовича; мать — Екатерина Васильевна.
В 1842—1847 годах учился в Калужской духовной семинарии. По окончании семинарии был направлен для продолжения обучения в Санкт-Петербургскую духовную академию. Выпуск XIX курса состоялся в 1851 году, Чистович окончил его по первому разряду, 2-м магистром богословия (был утверждён магистром только 8 декабря 1852 года)
Чистович был оставлен при академии и в сентябре 1851 года «определён бакалавром по классу русской церковной и гражданской истории». Затем читал психологию и историю философии.
В 1853 году возглавил кафедру философии, преподавал психологию и философию. С 1856 года — экстраординарный, с 1859 года — ординарный профессор. В 1857 году издал книгу «История Санкт-Петербургской духовной академии», которая была удостоена Академией Наук Демидовской премии.
Также он занимал должности помощника инспектора (1851—1854) и помощника секретаря академического правления (1852—1857); с 1857 по 1863 годы состоял секретарём Петербургского духовно-цензурного комитета.
С 1859 года преподавал психологию и историю философии до Канта, с 1864 — историю философии до и после Канта.
С 1866 по 1882 преподавал философию в Императорском училище правоведения.
Академия наук в 1865 году присудила И. А. Чистовичу Демидовскую премию, в 1867 — Уваровскую премию за труд «Феофан Прокопович и его время», который издала в 1868.
В 1868 издал «Курс опытной психологии», который на основании отзыва Министерства народного просвещения, был введен учебником в духовные семинарии и удостоен полной премии митрополита Макария.
В 1871 году Чистович защитил диссертацию на степень доктора богословия — «Древнегреческий мир и христианство в отношении к вопросу о бессмертии и будущей жизни человека» (СПб., 1871). 13 декабря 1874 года был избран членом-корреспондентом Санкт-Петербургской академии наук.
Состоял вице-директором канцелярии обер-прокурора Священного синода, потом управлял контролем при Синоде и был членом учебного комитета.
В 1869 году был удостоен чина действительного статского советника, в 1882 году — чина тайного советника.
Похоронен на Никольском кладбище Александро-Невской лавры.
Оставил после себя много трудов по истории церкви. Все сочинения Чистовича по истории русской церкви составлены на оснований архивных первоисточников и внесли в науку много новых фактов, а отчасти и новых взглядов на более крупных церковно-исторических деятелей.
Был женат с 1859 года на дочери протопресвитера В. Б. Бажанова — Ольге Васильевне (1839—1876).

## Научные работы
Главным философским трудом Чистовича является «Курс опытной психологии» (СПб., 1868; неоднократно переиздавался: 1876, 1884, 1889, 1896, также — Москва: ЛИБРОКОМ, 2011).
Исторические сочинения:
- «История православной церкви в Финляндии и Эстляндии, принадлежащих к Санктпетербургской епархии» (СПб.: тип. Я. Трея, 1856)
- «История Санкт-Петербургской духовной академии» (СПб.: тип. Я. Трея, 1857)
- «Историческая записка о Совете в царствование императрицы Екатерины II-й» Санкт-Петербург : в Тип. Якова Трея, 1857
- «Решиловское дело: Феофан Прокопович и Феофилакт Лопатинский» (СПб.: тип. духов. журн. «Странник», 1861)
- «Неизданные проповеди Стефана Яворского» (СПб.: тип. Деп. уделов, 1867)
- «Феофан Прокопович и его время» (СПб., 1868); ;
- «В память графа Михаила Михайловича Сперанского : (На 1 янв. 1872 г.)» Санкт-Петербург, 1871
- «История перевода Библии на русский язык» (СПб.: тип. Деп. уделов, 1873) ч. 1; ч. 2 2-е изд. — СПб.: тип. М. М. Стасюлевича, 1899
- «Очерк истории западно-русской церкви» (СПб.: тип. Деп. уделов, 1882—1884) Часть 1. Часть 2.
- «Санкт-Петербургская духовная академия за последние 30 лет, 1858—1888 гг.» (СПб.: Синод. тип., 1889)
- «Пятидесятилетие (1839—1889) воссоединения с православной церковью западно-русских униатов : Обзор событий воссоединения в царствование имп. Николая I-го» Санкт-Петербург : Синод. тип., 1889
- «Руководящие деятели духовного просвещения в России в первой половине текущего столетия. Комиссия духовных училищ» (СПб.: Синодальная тип., 1894)
- «Древнегреческий мир и христианство в отношении к вопросу о бессмертии и будущей жизни человека» СПб.: печ. В. И. Головина, 1871

Исторические статьи в различных изданиях:
- В «Известиях 2-го отдела Академии Наук»: «Разбор первых томов „истории Русской Церкви“ преосвященного Макария», «Обзор духовной литературы» архиепископа Филарета, «Труды Иакова Болоницкого и Славянская грамматика Иустина Вишневского».
- В «Журнале министерства народного просвещения»: «Об отношениях между философией и христианством» (1856).
- во «Временнике Общества Истории и Древностей при Московском Университете» — «Процесс по делу об учреждении типографии при киевской митрополии» (1855), «Проект издания российских летописей в 1734 году» (1856), «Показание игумена Симона о приездах царицы Евдокии в Кузмин монастырь» (1856)
- в «Чтениях» того же общества — «Выговская раскольническая пустынь» (1859), «Переписка полковника Навицкого с разными лицами», «Материалы для биографии Бецкого» (1863), «Иона Сальникеев» (1868), «Опровержение (Феофелактово) примечаний на книгу Ансильйона» (1872).
- в «Дне» 1861—62 годов — «Арсений Мацеевич»
- в «Православном обозрении» — «Исправление славянской Библии перед изданием 1751 года» (1860), «Решиловское дело» (отдельно: СПб., 1861)
- в «Духе христианина»: «Монах Зварыкин. Эпизод из истории Феофана Прокоповича».
- в «Христианском Чтении» — «История православной церкви в Финляндии» (1853), «Об отношении между философией и христианством в первые три века христианской церкви» (1854), «Обозрение лютеранских и реформатских обществ в России с середины XVI до начала XVIII века» (1857), «Неоплатоновская философия и отношение её к христианству» (1860), «Естественное богословие» (1863), «Происхождение и бессмертие души человеческой» (1864), «Христианский восток и запад в III в.», «Ориген и Киприан» (1865), «Иконоборчество и римские папы», «Письма св. Василия Великого», «Религия в её исторических и психологических основаниях» (1866), «Неизданные проповеди Стефана Яворского» (1867), «Первый век христианства в писаниях мужей апостольских» (1868).
- в «Страннике» — «Новгородский митрополит Иов и его переписка» (1861), «Митрополит Амвросий Подобедов» (1860)
- в «Духовной беседе»: «Благочестивые матери-хриситанки», «Преподобная Макрина, сестра Василия Великого и Григория Нисского», «Новый год» (1859), «С каким расположением мы должны встречать всякую важную перемену в нашей жизни» (1854), «О прямоте и искренности характера», «О достоинстве труда и деятельной жизни», «Русская духовная литература в 1859», «Обязанность трудиться для блага потомства» (1860).
- в «Сборнике Отделения русского языка и словесности Императорской академии наук» — «Диссидентский вопрос в Польше в первой половине XIII столетия»
- в сборнике «Антиох Дмитриевич Кантемир, его жизнь и сочинения» — статья «Учёный кружок Феофана Прокоповича»